# Scrub Daddy
Scrub Daddy Inc. – amerykańskie przedsiębiorstwo, założone w 2012 roku przez wynalazcę i przedsiębiorcę, Aarona Krausego, zajmujące się produkcją i sprzedażą specjalnych polimerowych gąbek do czyszczenia.
Firma odniosła spektakularny sukces sprzedażowy po udziale wynalazcy w amerykańskiej edycji formatu telewizyjnego Dragons’ Den pt. Shark Tank i nawiązaniu współpracy z występującą tam bizneswoman, Lori Greiner.

## Historia

### Zalążek pomysłu
Przed powstaniem przedsiębiorstwa, Aaron Krause zajmował się tworzeniem innej firmy o profilu produkcyjnym. W 2008 roku Krause wpadł na pomysł wyprodukowania specjalnych czyścideł, które nie rysując powierzchni, pozwolą zmywać powierzchnie, wykonane z różnego rodzaju wrażliwych materiałów, w tym samochodowej blachy. Firma Krausego została przejęta przez firmę 3M, jednak nie była ona zainteresowana przejęciem tegoż wynalazku.
Po kilku latach wynalazca wykorzystał zalegające od dawna produkty do czyszczenia naczyń i sprzętu ogrodowego, dochodząc do wniosku, iż jego produkt może odnieść biznesowy sukces.

### Sukces w telewizji
Po rozpoczęciu oddolnej akcji marketingowej Aaron Krause zgłosił się do telewizji ABC i przeszedł casting, stając się uczestnikiem show pt. Shark Tank, będącego amerykańskim odpowiednikiem formatu Dragons’ Den, który zaistniał w polskiej wersji pod nazwą Dragons’ Den – jak zostać milionerem. Idea programu polega na prezentacji produktów biznesmenom, chcącym ulokować swój kapitał w pomysły uczestników programu. Inwestorzy, wraz z poparciem pomysłu, mogli zaproponować wkład finansowy w dany produkt, bądź podziękować uczestnikom za udział w programie.
Krause, po prezentacji produktu i natychmiastowym odrzuceniu pomysłu przez większość obecnych w programie inwestorów, otrzymał propozycję od obecnej tam Lori Greiner. Bizneswoman w zamian za 20% udziałów w firmie, zaoferowała inwestycję na rozwój firmy w wysokości 200 tysięcy dolarów. Pomysł został zrealizowany, a po pomocy inwestorki w promocji produktu, w 5 lat firma uzyskała przychód na poziomie 100 milionów dolarów.

### Rozwój firmy
W 2023 roku poinformowano w programie Shark Tank o fakcie, iż Scrub Daddy Inc., przy zatrudnieniu 273 pracowników oraz obecności produktów na półkach ponad ćwierć miliona sklepów na całym świecie, osiągnął po 11 latach sprzedaż na poziomie 926 milionów dolarów. Wpływ miała na to też akcja promocyjna w Internecie, opierająca się na marketingu wirusowym w mediach społecznościowych.

## Charakterystyka produktu
Gąbki Scrub Daddy są wykonane z wysokoprzetworzonych polimerów, zmieniających teksturę włókna w reakcji na temperaturę otaczającego ją płynu. W przypadku zamoczenia produktu w gorącej wodzie staje się on miękki i elastyczny, a po zanurzeniu w zimnej wodzie, analogicznie twardnieje.
Drugim elementem budowy, odróżniającym gąbkę Scrub Daddy od innych, są otwory wykonane w kształcie ludzkiego uśmiechu, ułatwiające według producenta zmywanie takich rzeczy jak np. sztućce.